# Hegyközség
A hegyközség a magyar bortermelés szerveződésének hivatalos alapegysége, köztestület, amelyet egy (vagy több) település bortermelői hoznak létre és amely a minőségi bortermelés védelmében szabályozza és szervezi a hozzá tartozó területek termelését és kereskedelmét. Magyarországon 313 hegyközség van (2001-es adat). 
Az első hegyközségi törvényt 1894-ben fogadta el a Parlament. A kommunista rendszer idején működésük évtizedekre megszakadt. Újbóli létrehozásuk és működésük jogi kereteit az 1994. évi CII. törvény (amelyet 1994. december 27-én fogadott el az Országgyűlés) adta meg, amelyet a hegyközségekről szóló 2012. évi CCXIX. törvény módosított. A törvény szerint az adott hegyközség tagjai lakóhelytől, illetve telephelytől függetlenül a hegyközség területén működő termelők és felvásárlók lehetnek.

## Története
A szőlőhegy birtokos vagy bérlő gazdáinak bizonyos önkormányzattal rendelkező intézménye a 16-19. században. Kialakulásuk körülményei tisztázatlanok. Az 1888. évi törvény mindenhol elrendelte a hegyközségek felállítását. Ez több évtizedig is eltartott, ugyanis Pécsett csak 1939-ben jött létre a hegyközség. A hegyközség hasonlóan gazdasági és közigazgatási egység volt, mint a falu, melynek határában feküdt. Tagjai a szőlőbirtokosok és bérlők (együttesen: a hegynép) évi 2-4 alkalommal hegygyűlést tartottak. Ekkor döntöttek a felmerült vitás ügyekről, megválasztották a hegyközség vezető emberét, a hegymestert, s az őt segítő 6-12 fős tanácsot. A hegyközségek életét az ún. hegytörvények szabályozták.

## A hegyközség feladatai
1. szakmai területek összehangolása; 2. érdekvédelem, tanácsadás; 3. tulajdonvédelem; 4. hatósági feladatok;
A hegyközség legfontosabb feladata a terület arculatának kialakítása, az eredet- és a minőségvédelem. Szabályozza a szőlőtelepítés terméshelyeit, a fajtákat és egyéb előírásokat alkot. A hegyközség választott operatív feje a hegybíró. Ő adja ki a származási igazolást a megtermelt bormennyiségekről, amelynek alapján a bor eredete ellenőrizhető. A Hegyközségek Nemzeti Tanácsa egyben terméktanács is, amely a borágazattal kapcsolatban jogosult tárgyalásokat folytatni a kormányzattal.

## A hegyközség szervezete
A magyar hegyközségi rendszer háromszintű. Alapegysége a hegyközség. Egy-egy borvidék hegyközségei hegyközségi tanácsba szerveződtek – ez a második szint. A harmadik, országos szint, a Hegyközségek Nemzeti Tanácsa, 1996. március 28-án alakult meg.
A hegyközség tagjainak összessége alkotja a közgyűlést, amely elfogadja a hegyközség alapszabályát és éves költségvetését, meghatározza a tagok által a hegyközségi rendszer fenntartására fizetendő hegyközségi járulékot, megválasztja a választmányt, az elnököt, a hegybírót, a hegyközségi tanácsi küldötteket, illetve az ellenőrző bizottság és ha vannak, egyéb bizottságok tagjait. A közgyűlés minden ügyben dönthet, amit a törvény vagy az alapszabály a hatáskörébe utal.
Választmányt – amely legalább kéthavonta ülésezik – a hegyközség csak akkor választ, ha ha legalább harminc tagja van, egyébként csak elnököt. Az elnök, ha van választmány, ennek az elnöke is. Harmadik személyekkel, illetve a hatóságokkal szemben ő képviseli a hegyközséget. Az operatív ügyeket, mint az ülések előkészítése, adminisztráció, közigazgatási ügyek, munkáltatói jogok gyakorlása stb., a hegybíró intézi.

## Lásd még
- Hegyközségek listája
- Hegyőr